# Printer's Row (Chicago)
Pour les articles homonymes, voir Printer.
Printer's Row (aussi connu comme Printing House Row) est un quartier de la ville de Chicago situé au sud du secteur du Loop. Le cœur même du quartier est généralement délimité par Congress Parkway au nord, Polk Street au sud, Plymouth Court à l'est, et la rivière Chicago à l'ouest. Printer's Row jouxte les quartiers de South Loop au sud-est et Chinatown au sud.

## Description
Au XIXe siècle, Printer's Row, appelé « quartier de Cheyenne », fut détruit par l'incendie de Chicago de 1874. Le 14 juillet 1874, un incendie ravageur éclate et détruit 812 bâtiments sur une grande partie du secteur et du quartier voisin de South Loop. 20 personnes perdent la vie dans la tragédie.
Le quartier est connu pour abriter le quartier historique de Printing House Row District, officiellement inscrit sur la liste des Chicago Landmarks (CL). Ce quartier inclut aussi la gare de Dearborn (Dearborn Station), une gare ferroviaire historique inscrite sur la liste du Registre national des lieux historiques.
L'une des particularités du quartier est d'être constitué d'immeubles dédiés aux galeries d'art, à la peinture et à la publicité. Aujourd'hui, de plus en plus de ces immeubles sont reconvertis en lofts résidentiels. Le quartier est desservi par la station Harrison sur la ligne rouge du métro de Chicago et par la gare ferroviaire de LaSalle Street Station.